# Amt Lütau
Amt Lütau er et amt i det nordlige Tyskland, beliggende under Kreis Herzogtum Lauenburg. Kreis Herzogtum Lauenburg ligger i delstaten Slesvig-Holsten. Amtet er beliggende i den sydøstlige del af kreisen, grænser mod syd til Elben, og i den østlige del går Elbe-Lübeck-Kanal mod nord.
Amtet omfatter følgende kommuner:
1. Basedow
2. Buchhorst
3. Dalldorf
4. Juliusburg
5. Krüzen
6. Krukow
7. Lanze
8. Lütau
9. Schnakenbek
10. Wangelau

Amtets administration ligger i byen Lauenburg, men byen er ikke en del af amtet.